# Squires Glacier
Squires Glacier är en glaciär i Antarktis. Den ligger i Västantarktis. Argentina, Chile och Storbritannien gör anspråk på området. Squires Glacier ligger 771 meter över havet.
Terrängen runt Squires Glacier är huvudsakligen kuperad, men åt nordost är den platt. Trakten är obefolkad. Det finns inga samhällen i närheten.